# Église Saint-Nicolas de Boulogne-sur-Mer
Pour les articles homonymes, voir Église Saint-Nicolas.
 (avril 2010).
Si vous disposez d'ouvrages ou d'articles de référence ou si vous connaissez des sites web de qualité traitant du thème abordé ici, merci de compléter l'article en donnant les références utiles à sa vérifiabilité et en les liant à la section « Notes et références ».
L’église Saint-Nicolas est une église catholique située dans le Centre-ville de Boulogne-sur-Mer, dans le département du Pas-de-Calais.

## Historique
C'est aujourd'hui le plus ancien édifice religieux de Boulogne-sur-Mer. Située dans la basse ville , quartier occupé traditionnellement par la population des marins et des pêcheurs, elle est mentionnée pour la première fois en 1208 et dédiée à saint Nicolas, saint patron des marins.
L’église fait l’objet d’une inscription au titre des monuments historiques depuis le 10 juin 1926.
Après sa construction, elle supplanta peu à peu la première église Saint-Pierre, élevée au VIIe siècle à proximité du port antique et disparue au XVIIIe siècle. Les parties les plus anciennes de l'église Saint-Nicolas subsistent dans le chœur et la croisée du transept, l'édifice ayant été saccagé en 1492, lors du siège de la basse ville par Henry VII, roi d'Angleterre.
D'importants remaniements furent effectués aux XVIe et XVIIe siècles. Au XVIIIe siècle, la nef de Saint-Nicolas, devenue trop petite et surtout insalubre et menaçante, fut reconstruite par l'architecte boulonnais, Giraud Sannier.

## Caractéristiques
L'édifice a été construit en pierre et se compose d'une nef à deux bas-côtés latéraux, d'un transept et d'un chœur. D'un style très sobre, le vaisseau central est accolé de deux bas-côtés et fermé par une façade aveugle, où une niche abrite une statue de saint Nicolas, due à John Hopkins. 
La croisée du transept est coiffée d'une tour lanterne peu élevée, surmontée d'une massive flèche recouverte d'ardoise.